# Dicranodontium decipiens
Dicranodontium decipiens là một loài Rêu trong họ Dicranaceae. Loài này được (Mitt.) Mitt. ex Broth. mô tả khoa học đầu tiên năm 1924.